# Tvornica cementa u Puli
Tvornica cementa u Puli (tal. Fabbrica cementi di Pola), industrijski pogon proizvodnje aluminatnog cementa podignuta 1926. godine u Puli.

## Povijest
U svibnju 1925. utemeljeno je društvo s kapitalom od 10 milijuna lira za izgradnju tvornice cementra u Puli unutar Arsenala. U listopadu 1926. tvornica je započela s radom paljenjem dvije peći za proizvodnju cementa. U listopadu 1932. godine tvornica nakon održane svečanosti počinje s proizvodnjom portlandskoga cementa. Tom je prilikom inaugurirana nova rotacijska peć proizvodnoga kapaciteta od 1500 kvintala cementa na dan. Iako je od početka postojanja proizvodila specijalni aluminatni cement, obični portlandski cement i od 1932. godine bijeli cement, od 1997. godine tvornica je nastavila proizvoditi jedino specijalni aluminatni cement.

## Danas
Tvornicom danas upravlja Calucem d.o.o. iz Pule. Tvornica je danas druga u svijetu po količini proizvedenoga aluminatnog cementa. Od 1993. godine Istra cement posluje kao članica njemačkoga koncerna HeidelbergCementa.

## Zanimljivosti
- Godine 1937. na području tvornice cementa, u njezinom interijeru i eksterijeru, sniman je film Čovjek na moru (tal. Uomo in mare), redatelja Enrica Morettija.

## Vanjske poveznice
- Calucem d. o. o. Hrvatska tehnička enciklopedija, portal hrvatske tehničke baštine. LZMK